# Cladonia strangulata
Cladonia strangulata är en lavart som beskrevs av S. Hammer. Cladonia strangulata ingår i släktet Cladonia och familjen Cladoniaceae.   Inga underarter finns listade i Catalogue of Life.